# Dalcus
Dalcus är en ö i Eritrea.   Den ligger i regionen Norra rödahavsregionen, i den nordöstra delen av landet, 120 km nordost om huvudstaden Asmara. Arean är 0,40 kvadratkilometer.
Terrängen på Dalcus är mycket platt. Öns högsta punkt är 10 meter över havet. Den sträcker sig 0,9 kilometer i nord-sydlig riktning, och 0,6 kilometer i öst-västlig riktning.